# Francisco de Portugal, comendador de Fronteira
D. Francisco de Portugal, comendador de Fronteira na Ordem de Avis e senhor do prazo da Marinha .
Fazia parte do Conselho de Estado e foi sumilher, estribeiro-mor do João Manuel, Príncipe de Portugal e de seu filho o rei D. Sebastião, depois feito vedor da Fazenda
Terá ̝participado na Batalha de Alcácer-quibir mas só vindo a faleceu em 1579, depois de ficar cativo em Fez.

## Dados genealógicos
Era filho de D. Francisco da Gama, 2.º conde da Vidigueira, mas que tomou para si e seus descendentes o apelido Portugal, «em memória de seu avô, o primeiro conde de Vimioso – "o das Sentenças" – Francisco de Paula de Portugal e Castro.̃
Casou com D. Luísa Giraldes, irmã de Francisco Giraldes, comendador da Ordem de Cristo, embaixador e governador do Brasil, filha natural de Lucas Giraldes, moço fidalgo de Casa Real, descendente de mercadores florentinos, e de D. Margarida Pais, de origem nobre, filha de Bernardim Pais.
Tiveram os seguintes filhosː
- D. Lucas de Portugal, alcaide-mor[3] e comendador de Fronteira na Ordem de Avis[7] casado com D. Antónia de Castro (da Silva), filha de D. Antão Soares de Almada e D. Vicência de Castro.[3]
- D. João de Portugal, teve o mesmo percurso que o pai, morrendo em Fez depois de ter participado com ele na Batalha de Alcácer[5]. Sem geração.
- D. Sebastião de Portugal, morreu moço[5].
- D. Filipe de Portugal que acompanhou seu pai na Batalha de Álcacer Quibir, onde ficou cativo, e sendo resgatado morreu em Tânger[5].
- D. Vasco da Gama, passou à Índia e lá casou duas vezes. A primeira com D. Maria Godim, filha de António Godim. A segunda com D. Maria do Amara, viúva do seu primeiro marido Rui Dias da Cunha, e filha de Gaspar do Amaral[8].
- D. Paulo da Gama, passou à Índia no ano de 1596 com seu primo D. Francisco conde da Vidigueira; serviu naquele Estado; fez algumas viagens à China e morreu em Malaca. Casou com D. Luísa da Silva, filha de João da Silva, governador de Malaca, e de D. Inês Freire, de quem não teve filhos. Teve sim dois bastardos que morreram desgraçadamente, vindos da Índia, numa nau que se incendiou à barra de Lisboa[5].
- D. Margarida de Vilhena, que casou com D. Diogo de Meneses, filho herdeiro de D. Fernando de Meneses,  alcaide e governador mor de Castelo-Branco na Ordem de Cristo. Sem sucessão[9].
- D. Catarina de Ataíde, casou duas vezes. A primeira com Fernão Gomes da Grã, guarda-mor da Casa da Índia e Armadas, de quem era a segunda mulher, sem geração. A segunda com Luís Ribeiro Pacheco, senhor do morgado das Cachoeiras, comendador de Santa Maria de Vila Nova na Ordem de Cristo. de quem teve o único filho Bernardim Ribeiro Pacheco que morreu jovem sem sucessão.[9].
- D. Maria de Portugal, beneditina no convento de São Bernardo de Odivelas[9].
- D. Guiomar de Vilhena, dominicana no convento de São João de Setúbal[9].
- D. Francisca de Ataíde, clarissa no convento de Santa Clara em Lisboa[9].